# Osvaldo Sáez
Osvaldo Tomás Sáez Álvarez (San Felipe, Chile, 29 de diciembre de 1920-9 de julio de 1959) fue un futbolista chileno. Jugó de volante ofensivo y fue parte del plantel que jugó la Copa Mundial de Fútbol de 1950, en Brasil.

## Trayectoria
Su inicio, en su ciudad natal, fue en club de barrio Lautaro Atlético, desde donde pasó al Arturo Prat, uno de los grandes de San Felipe, club en el cual a los 17 años formaba en el primer equipo. 
También incursionó en la práctica de otros deportes, siendo seleccionado sanfelipeño de básquetbol, participando en campeonato nacional de 1943.
En 1944 fue contratado por Santiago Wanderers, club en el cual debutó profesionalmente al siguiente año.  Jugó hasta la temporada 1949, primero como delantero y con posterioridad como volante ofensivo. 
En 1950 transferido a Colo-Colo, club en el que jugó hasta el fin de la temporada de 1955 y con el cual fue campeón el año 1953.

## Selección nacional
Fue internacional con la Selección de fútbol de Chile entre los años 1946 y 1954, período en el que jugó 30 partidos, marcando 3 goles.

### Participaciones en Copas del Mundo
| Mundial                        | Sede   | Resultado    |
| ------------------------------ | ------ | ------------ |
| Copa Mundial de Fútbol de 1950 | Brasil | Primera fase |

### Participaciones en Torneos internacionales
| Copa                                       | Sede                       | Resultado      |
| ------------------------------------------ | -------------------------- | -------------- |
| Campeonato Sudamericano 1946               | Argentina                  | Quinto puesto. |
| Campeonato Sudamericano 1947               | Ecuador                    | Cuarto puesto. |
| Campeonato Panamericano 1952               | Chile                      | Subcampeón.    |
| Campeonato Sudamericano 1953               | Perú                       | Cuarto puesto. |
| Clasificatoria Copa Mundial de Fútbol 1954 | Brasil – Paraguay – Chile. | Tercer puesto. |

## Estadísticas

### Clubes
| Club               | País  | Año         |
| ------------------ | ----- | ----------- |
| Santiago Wanderers | Chile | 1945 – 1949 |
| Colo-Colo          | Chile | 1950 - 1955 |

## Palmarés

### Campeonatos nacionales
| Título           | Club      | País  | Año  |
| ---------------- | --------- | ----- | ---- |
| Primera División | Colo-Colo | Chile | 1953 |